# Pardosa montgomeryi
Pardosa montgomeryi är en spindelart som beskrevs av Willis J. Gertsch 1934. Pardosa montgomeryi ingår i släktet Pardosa och familjen vargspindlar. Inga underarter finns listade i Catalogue of Life.